# Rheinfelder Brücke
Die Rheinfelder Brücke ist ein Rhein- und Grenzübergang zwischen dem deutschen Rheinfelden (Baden) und dem Schweizer Rheinfelden. Sie ist Teil der deutschen Querspange A 861, die die Schweizer Autobahn A3 und die deutsche Bundesautobahn 98 miteinander verbindet. Sie wurde am 7. März 2006 dem Verkehr übergeben. Die dreifeldrige, 211 Meter lange Brücke aus Spannbeton kostete rund 8,6 Millionen Euro, die je zur Hälfte von der Schweiz und Deutschland aufgebracht wurden. Die Brücke wird von rund 33'000 Fahrzeugen täglich genutzt.

## Situation
Ziel der neuen Rheinquerung war, die Gemeinden Kaiseraugst und beide Rheinfelden von außerlokalem Verkehr zu entlasten (Einkaufstourismus, Schwerverkehr) sowie eine Alternative zum Grenzübergang Basel – Weil am Rhein zu schaffen. Als Folge der Eröffnung wurde die Alte Rheinbrücke für den Verkehr gesperrt (ausgenommen Taxis, Linienbusse sowie nicht-autobahntaugliche Fahrzeuge).
Der Schweizer Autobahnzubringer zur A 3 ist von der Rheinfelder Brücke bis zur Anschlussstelle Rheinfelden-West von der Vignettenpflicht ausgenommen, damit auch der Lokalverkehr über die Brücke abgewickelt werden kann. Somit ist es möglich, den Schweizer Zoll auch ohne Vignette zu passieren.
Neben dem Autobahnverkehr ist die Überquerung als Fußgänger und Radfahrer über einen angegliederten Steg auf der Ostseite der Brücke möglich.

## Geschichte
Der Baubeginn der Rheinfelder Brücke erfolgte am 18. Juni 2003. Ausführendes Unternehmen beim Bau war Wayss & Freytag. Zur Gründung der Brückenpfeiler wurden geschlossene Spundwandkästen in das Flussbett gerammt. Die Pfeilerfundamente sind mittels Bewehrungskörben verstärkt. Sie wurden an Land vorgeflochten und mit Hilfe von Tauchern eingebracht. Die Verkehrsübergabe der Brücke fand am 7. März 2006 statt.
Zur Herstellung der Brücke benötigte man rund 8700 Kubikmeter Beton, 1100 Tonnen Betonstahl, 182 Tonnen Spannstahl im Verbund und 52 Tonnen für die externe Vorspannung.
Der Rheinfelder Brücke sagt man gelegentlich nach, dass es durch einen Planungsfehler beim Bau fast zu einer Differenz in der Mitte beim Zusammentreffen beider Brückenvorbauten gekommen wäre. In der Tat ereignete sich dieser Planungsfehler bei der etwas weiter flussaufwärts gelegenen Hochrheinbrücke, welche kurz zuvor eröffnet wurde. Mitverantwortlich war ein Vorzeichenfehler bei der Berücksichtigung unterschiedlicher Referenzpunkte bei der Meereshöhe.